# Friedrich Szenkuröck
Friedrich Szenkuröck (* 6. Februar 1911 in Wien; † 8. April 1961 ebenda) war ein österreichischer Politiker (SPÖ), Bauarbeiter und Arbeiterkammerpräsident. Szenkuröck war von 1956 bis 1961 Abgeordneter zum Burgenländischen Landtag.

## Leben
Friedrich Szenkuröck wurde als Sohn des Arbeiters Robert Szenkuröck aus Mannersdorf am Leithagebirge geboren und besuchte die Volksschule in Mannersdorf. Er war danach als Arbeiter im Perlmoser Zementwerk in Mannersdorf beschäftigt und engagierte sich in der Gewerkschaft, wobei er nach dem Verbot der Sozialdemokratischen Partei ab 1934 illegal aktiv war. Ab 1940 diente er in der Wehrmacht, 1946 wurde er aus britischer Kriegsgefangenschaft entlassen. Nach seiner Rückkehr war Szenkuröck ab 1946 wieder als Arbeiter im Perlmoser Zementwerk beschäftigt und wurde zum Betriebsratsobmann gewählt. Er wirkte ab 1948 zudem als Sekretär des Zentralsekretariats der Gewerkschaft der Bau- und Holzarbeiter im Burgenland und übernahm im November 1948 die Funktion des Landessekretärs der Gewerkschaft der Bau- und Holzarbeiter.
Szenkuröck vertrat die SPÖ ab dem 11. Juni 1956 im Burgenländischen Landtag und war ab dem 4. Oktober 1948 Präsident der Kammer für Arbeiter und Angestellte im Burgenland. Zudem hatte er ab 1953 die Funktion des Vorsitzenden des ÖGB-Burgenland inne.
Friedrich Szenkuröck war verheiratet und verstarb 1961 als bis dahin aktiver Landtagsabgeordneter und Arbeiterkammerpräsident. Er wurde nach seinem Tod in Eisenstadt begraben.